# Callidiini
Callidiini (лат.) — триба усачей из подсемейства настоящих усачей.

## Внешнее строение
Тело вытянутое или, иногда, расширенное. Усики разделены продольной полоской. Глаза с выемкой. Бёдра булавовидные. Тело личинок белое, головы у них частично втянута.

## Биология
Жизненный цикл связан с лиственными или хвойными (Semanotus, Pronocera) растениями (Rhopalophus). Многие виды рода Phymatodes развитаются на вионграде.

## Систематика
Представители трибы встречаются во всех биогеографических областях. Она включает 38 родов, в том числе:
- род: Agada Fairmaire, 1892
- род: Callidiellum Linsley, 1940
- род: Callidium Fabricius, 1775
- род: Calydon Thomson, 1864
- род: Dolomius Fairmaire, 1903
- род: Elatotrypes Fisher, 1919
- род: Gerdberndia Holzschuh, 1982
- род: Hylotrupes Audinet-Serville, 1834
- род: Idiocalla Jordan, 1903
- род: Isotrium Fairmaire, 1896
- род: Leioderes L. Redtenbacher, 1849
- род: Lioderina Ganglbauer, 1885
- род: Meriellum Linsley, 1957
- род: Oupyrrhidium Pic, 1900
- род: Palaeocallidium Plavilshtshikov, 1940
- род: Phymatodes Mulsant, 1839
- род: Physocnemum Haldeman, 1847
- род: Pnigomenus Bosq, 1951
- род: Prionopsis Fairmaire, 1886
- род: Pronocera Motschulsky, 1859
- род: Pseudocallidium Plavilstshikov, 1934
- род: Pyrrhidium Fairmaire, 1864
- род: Ropalopus Mulsant, 1839
- род: Semanotus Mulsant, 1839
- род: Teorotrium Fairmaire, 1901
- род: Thrichocalydon Bosq, 1951
- род: Turanium Baeckmann, 1923
- род: Xylocrius LeConte, 1873